# キサントン
キサントン(Xanthone)は、化学式C13H8O2の有機化合物である。サリチル酸フェニルを加熱することにより得ることができる。1939年に殺虫剤として使われ始め、現在はコドリンガの卵や幼虫を駆除するために用いられている。また、キサントンは、血中尿素濃度の測定のために用いられるキサンチドロールの製造にも用いられている。

## キサントン誘導体
キサントンの構造は、マンゴスチン等の様々な天然有機化合物の中心の核を形成しており、これらは総称して、キサントノイド等と呼ばれる。200種類以上のキサントノイドが同定されている。ヤチモクコク科やフクギ科の植物に含まれ、またカワゴケソウ科のいくつかの種でも見られる。これらのキサントン類の多くは、マンゴスチンの果実の果皮に含まれる。